# Sonic Boom Over Europe Tour
Sonic Boom Over Europe Tour, fullständig titel Sonic Boom Over Europe: From the Beginning to the Boom, var en turné med Kiss som inleddes den 1 maj 2010 i Sheffield i Storbritannien till förmån för bandets senaste album Sonic Boom och avslutades den 27 juni 2010 i Dessel i Belgien.
Turnén besökte Sverige för två spelningar 12-13 juni på Stockholms stadion och på Malmö stadion. 

## Låtlistan
1. Modern Day Delilah
2. Cold Gin
3. Let Me Go Rock And Roll
4. Firehouse
5. Say Yeah!
6. Deuce
7. Crazy Crazy Nights
8. Calling Dr. Love
9. Shock Me (Tommy & Eric solo)
10. I'm an Animal
11. 100.000 Years
12. I Love It Loud (Gene solo)
13. Love Gun
14. Black Diamond (Paul solo) "Whole lotta love"
15. Detroit Rock City
16. Beth (kom med i setlistan 31 maj)
17. Lick It Up
18. Shout It Out Loud
19. I Was Made For Lovin' You
20. God Gave Rock And Roll To You II
21. Rock And Roll All Nite

## Turnédatum

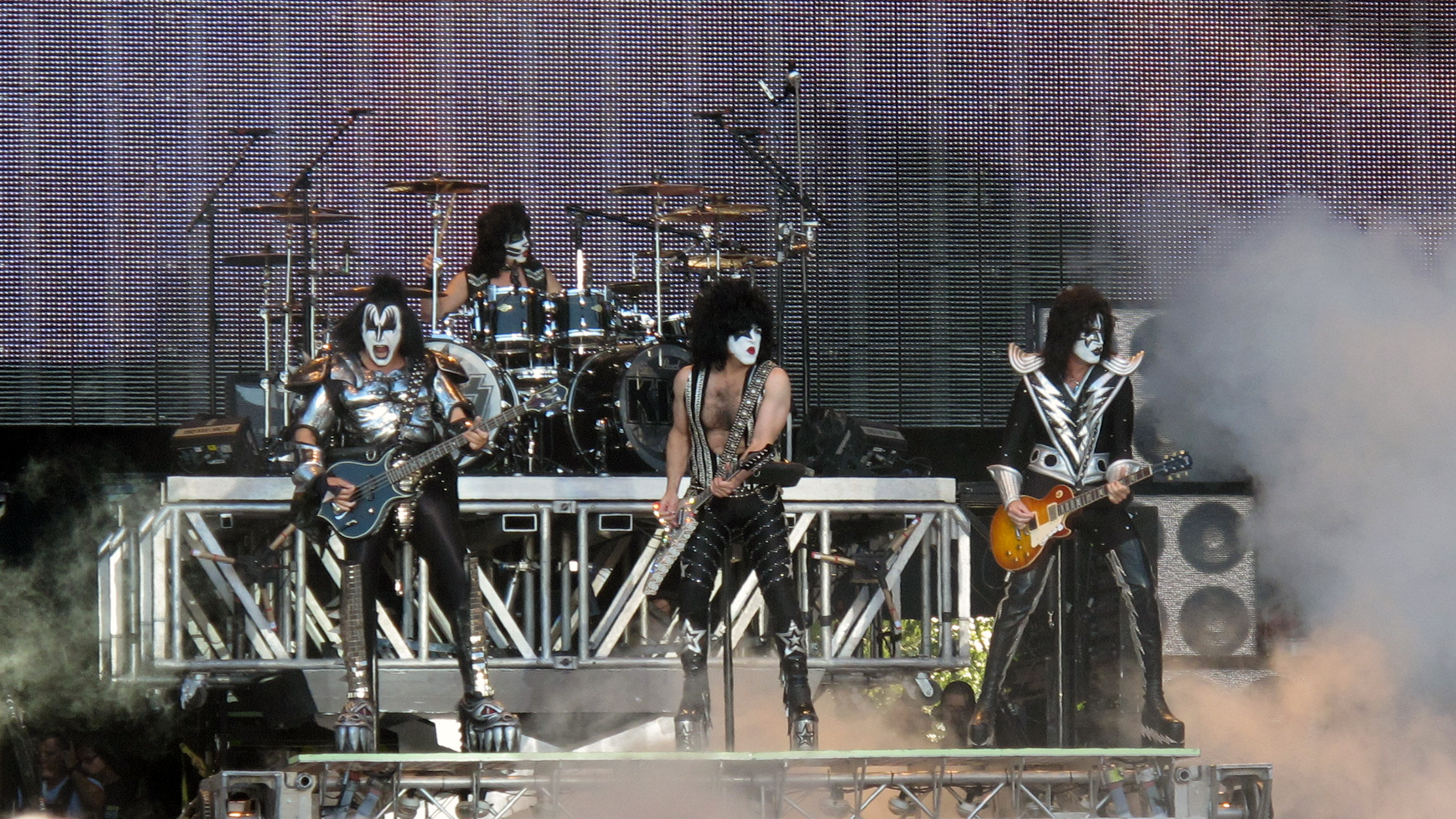
KISS på scen under Sauna Open Air i Tampere, Finland, 2010.

| Datum        | Stad            | Land           | Arena/event            |
| ------------ | --------------- | -------------- | ---------------------- |
| 1 maj 2010   | Sheffield       | Storbritannien | Sheffield Arena        |
| 2 maj 2010   | Newcastle       | Storbritannien | Metro Radio Arena      |
| 4 maj 2010   | Liverpool       | Storbritannien | Echo Arena             |
| 5 maj 2010   | Birmingham      | Storbritannien | LG Arena               |
| 7 maj 2010   | Dublin          | Irland         | The O2                 |
| 9 maj 2010   | Glasgow         | Storbritannien | SECC                   |
| 10 maj 2010  | Manchester      | Storbritannien | Evening News Arena     |
| 12 maj 2010  | London          | Storbritannien | Wembley Arena          |
| 13 maj 2010  | London          | Storbritannien | Wembley Arena          |
| 16 maj 2010  | Zürich          | Schweiz        | Hallenstadion          |
| 17 maj 2010  | Genève          | Schweiz        | SEG Geneva Arena       |
| 18 maj 2010  | Milano          | Italien        | Mediolanum Forum       |
| 20 maj 2010  | Wien            | Österrike      | Wiener Stadthalle      |
| 21 maj 2010  | Ostrava         | Tjeckien       | ČEZ Aréna              |
| 23 maj 2010  | Prag            | Tjeckien       | O2 Arena               |
| 25 maj 2010  | Leipzig         | Tyskland       | Arena Leipzig          |
| 26 maj 2010  | Berlin          | Tyskland       | O2 World               |
| 28 maj 2010  | Budapest        | Ungern         | Papp László Sportaréna |
| 29 maj 2010  | Bratislava      | Slovakien      | Štadión Pasienky       |
| 31 maj 2010  | Hamburg         | Tyskland       | O2 World               |
| 1 juni 2010  | Oberhausen      | Tyskland       | König Pilsener Arena   |
| 3 juni 2010  | Nürburgring     | Tyskland       | Rock am Ring           |
| 5 juni 2010  | Nürnberg        | Tyskland       | Rock im Park           |
| 8 juni 2010  | Trondheim       | Norge          | Lerkendal Stadion      |
| 10 juni 2010 | Tammerfors      | Finland        | Sauna Open Air         |
| 12 juni 2010 | Stockholm       | Sverige        | Stockholms stadion     |
| 13 juni 2010 | Malmö           | Sverige        | Malmö stadion          |
| 14 juni 2010 | Oslo            | Norge          | Vallhall Arena         |
| 16 juni 2010 | Ålborg          | Danmark        | Gigantium              |
| 18 juni 2010 | Arnhem          | Nederländerna  | Gelredome              |
| 20 juni 2010 | Clisson         | Frankrike      | Hellfest               |
| 22 juni 2010 | Madrid          | Spanien        | Palacio de Deportes    |
| 24 juni 2010 | Barcelona       | Spanien        | Palau Sant Jordi       |
| 25 juni 2010 | Vitoria-Gasteiz | Spanien        | Azkena Rock Festival   |
| 27 juni 2010 | Dessel          | Belgien        | Graspop                |